# Seymour Hersh
Seymour Myron Hersh (Chicago, Illinois, 8 de abril de 1937) es un periodista estadounidense y ganador de un Pulitzer (1970). El mayor impulso en su profesión lo debe a sus notas con denuncias de Matanza de Mỹ Lai (1969), en Vietnam.

## Trayectoria
Se inició en un periódico de su ciudad. 
Trabajó como corresponsal para: 
- United Press International y
- Associated Press

Escribió en: 
- el diario The New York Times
- la revista New Yorker

## Primicias
En el diario St. Louis Post Dispatch, reveló La masacre de My Lai en notas publicadas los días 13; 20 y 25 de noviembre de 1969.
En The New York Times, exhibió las actividades secretas e ilícitas de la Agencia Central de Inteligencia (CIA) en la década de 1970.
Hacia fin de siglo, destapó las maniobras de Israel para hacerse con armas nucleares.
En 2001, aireó acciones militares del Pentágono sobre Afganistán.
Hacia marzo de 2003, a través de la revista New Yorker, denunció que Richard Perle (director de la Junta para la Programación de la defensa del Pentágono), había aprovechado la guerra en Medio Oriente para beneficio propio. 
Al año siguiente, también en New Yorker, generó un escándalo mundial al revelar las torturas contra iraquíes en la cárcel de Abu Ghraib. Siguió la pista hasta llegar al secretario (ministro) de Defensa, Donald Rumsfeld y la Casa Blanca.
En 2015 afirmó que "la muerte de Bin Laden no fue como nos la contaron", dijo al revelar nuevos datos sobre la 'Operación Gerónimo' que desmintió: «estaba desde 2006 prisionero de los servicios de inteligencia paquistaníes. Un exoficial de inteligencia paquistaní indicó a los Estados Unidos el paradero a cambio de 25 millones de dólares». Su publicación sobre Bin Laden ha sido criticada en artículos de 2015 y 2018. indicando que se basa en una sola fuente anónima. Los publicaciones sobre el uso de armas químicas en Siria han sido rechazados fuertemente y con pruebas, por Eliot Higgins de Bellingcat.

### Sabotaje del Nord Stream
El 8 de febrero de 2023, acusó a Estados Unidos de ser los responsables del sabotaje al Nord Stream, según lo que ha publicado en su página web los responsables del sabotaje son buzos de la Marina estadounidense, que habrían colocado explosivos durante las maniobras «Baltops 22» realizados por la OTAN y que, el 26 de septiembre de 2022, un avión de la Marina noruega lanzó una boya hidroacústica que fue la que en última instancia detonó los explosivos. Según declaró en una entrevista con el diario berlines Berliner Zeitung originalmente Biden planeaba volar los gasoductos en junio pasado, pero, «en el último minuto, la Casa Blanca se puso nerviosa». Por lo que «cambió de opinión y emitió nuevas órdenes, dando la capacidad de detonar las bombas de forma remota en cualquier momento». Por esa razón solo detonaron seis de las ocho bombas que los buzos estadounidenses había colocado cerca de la isla de Bornholm en el mar Báltico. Según el galardonado periodista las razones de Estados Unidos para atacar esta infraestructura tan importante para Alemania, era que tenía miedo que Berlín levantara las sanciones contra el gas ruso debido a un «gélido invierno».
Según Hersh «Con las tropas rusas reunidas en la frontera con Ucrania y la guerra más sangrienta en Europa desde 1945 a la vista, el presidente Joseph Biden vio los oleoductos como un vehículo para que Vladimir Putin usara el gas natural como arma para sus ambiciones políticas y territoriales».
La investigación de Hersh está basada en una única fuente anónima, a quien el autor describió como «conocedor directo de la planificación operativa». La Casa Blanca respondió a la historia calificándola de «completamente falsa y completa ficción». El Ministerio de Relaciones Exteriores de Noruega dijo que estas acusaciones son «tonterías». El viceministro de Relaciones Exteriores de Rusia, Serguéi Riabkov, dijo al medio estatal ruso RIA Novosti que «nuestra suposición era que Estados Unidos y varios aliados de la OTAN estaban involucrados en este crimen repugnante». También amenazó con «consecuencias», aunque no especificó cuáles, para Estados Unidos.
Después de conocerse la investigación de Hersh, la misión permanente de Rusia ante las Naciones Unidas preparó un borrador de resolución en el Consejo de Seguridad, solicitando que se formalice una comisión internacional independiente para investigar el sabotaje. Durante dicha sesión del Consejo de Seguridad, el economista Jeffrey Sachs, compareció y declaró que «una acción de este tipo solo puede haber sido llevada a cabo por un agente estatal». Enumeró a los distintos países que a su juicio podrían haber cometido el sabotaje: Estados Unidos, Reino Unido, Polonia, Noruega, Alemania, Dinamarca y Suecia «ya sea de forma individual o coordinada». Además declaró que las investigaciones llevadas a cabo por los distintos organismos de inteligencia de los distintos Estados occidentales, han confirmado que «Rusia no aparece implicada».

### La masacre de My Lai
Explica la docente Graciela Pedraza:
“ El 16 de marzo de 1968, soldados estadounidenses de la Compañía C de la Fuerza de Tareas Barker habían asaltado el caserío de My Lai, que formaba parte del pueblo de Song My, una zona donde era fuerte el vietcong. Campos minados y emboscadas habían producido bajas entre los invasores, que tomaron brutal revancha sobre una población integrada por niños, mujeres y ancianos”.
A continuación se reproducen un par de párrafos traducidos por Pedraza de la pluma de Sy Hersh:

“Ninguno de los entrevistados sobre el incidente negó que se hubiera disparado sobre mujeres y niños. Lo que los asombraba era que la historia llegara recién a la prensa”.

“Del campo abierto llegamos a la aldea y alguien encontró a un tipo. Estaba tirado en un cobertizo, asustado y acurrucado. El soldado dijo, ‘ahí hay un sucio’ y preguntó qué hacer con él. Mitchell dijo ‘mátalo’, y lo hizo. El hombre estaba parado y movía los brazos cuando lo mataron. Entramos a ese cobertizo y no podíamos abrir una puerta”. Meadlo cuenta que la tiró abajo y “encontré un viejo temblando. Encontré uno, les dije, y Mitchell me ordenó que lo matara. Fue el primero al que maté. Estaba escondiéndose en una piragua, movía su cabeza y sacudía los brazos, trataba de decirme que no lo matara”.

## Libros
Algunos tienen referencias en castellano:
- Chemical and Biological Warfare: America's Hidden Arsenal (1968). New York, New York: Bobbs-Merrill, (US) and London: MacGibbon & Kee, (UK). ISBN 0-586-03295-9.
- My Lai 4: A Report on the Massacre and Its Aftermath (1970). Random House. ISBN 0-394-43737-3
- Cover-up: the Army's secret investigation of the massacre at My Lai 4 (1972). Random House. ISBN 0-394-47460-0
- The Price of Power: Kissinger in the Nixon White House (1983). Simon & Schuster. ISBN 0-671-44760-2 (donde describe al ex secretario de Estado como “criminal de guerra”).[18]
- The Target Is Destroyed: What Really Happened to Flight 007 and What America Knew About It (1986). Random House. ISBN 0-394-54261-4
- The Samson Option: Israel's Nuclear Arsenal and American Foreign Policy (1991). Random House. ISBN 0-394-57006-5
- The Dark Side of Camelot. Little, Brown & Company, (1997). ISBN 0-316-36067-8. // Traducido como El lado oscuro de JFK. Planeta, Barcelona, mayo de 1998 ISBN 8408-02476-0 /// Planeta, Buenos Aires, octubre de 1998 ISBN 950-49-0064-x
- Against All Enemies: Gulf War Syndrome: The War Between America's Ailing Veterans and Their Government (1998). Ballantine Books. ISBN 0-345-42748-3.
- Cadena de mando (también traducido como Obediencia debida) / Chain of Command: The Road from 9/11 to Abu Ghraib (2004). HarperCollins. ISBN 0-06-019591-6. (La Cadena de mando conducía hasta Donald Rumsfeld, en la investigación por las torturas contra los presos en la prisión de Abu Ghraib).[18]
- The killing of Osama Bin Laden. Reeditado en 2017. ISBN 1784784397 -10 ISBN 978-1784784393 -13
- Reporter: A Memoir Hardcover. Deckle Edge, 5 de junio de 2018. ISBN 0307263959 -10 ISBN 978-0307263957 -13